# Radardiagram

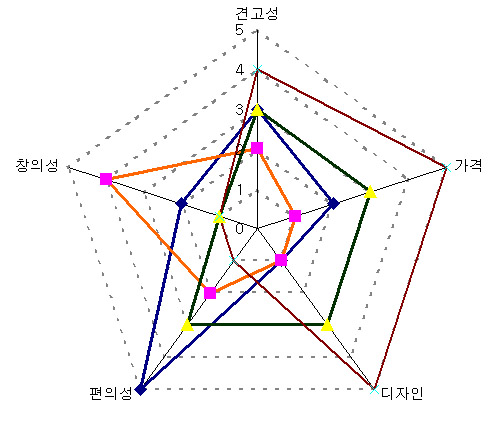
Ett radardiagram

Radardiagram, stundom spindelnätsdiagram, är en diagramtyp där alla axlar utgår från samma nollpunkt. Diagramtypen liknar till utseendet en radarskärm eller ett spindelnät, därav namnen "radardiagram" och "spindelnätsdiagram". Radardiagram visar inte, till skillnad från polärdiagram, data som polära koordinater.